# Cho PD
Cho PD, pseudonimo di Cho Joong-hoon (21 gennaio 1976), è un cantante e rapper sudcoreano.
Dopo la pubblicazione del suo ultimo EP, Victory, a febbraio del 2010, Cho PD ha improvvisamente annunciato il suo ritiro dalle scene musicali.

## Discografia

### Album in studio
- 1999 – In Stardom
- 1999 – In Stardom Version 2.0
- 2000 – ChoPD.Net / Best In East
- 2001 – Stardom In Future Flow
- 2004 – Great Expectation
- 2007 – Money Talks
- 2011 – Part 1: State of the Art
- 2011 – Part 2: Art of Business